# جيري بيلمونتيس
جيري بيلمونتيس (بالإنجليزية: Jerry Belmontes)‏ مواليد 4 ديسمبر 1988 في تكساس، الولايات المتحدة، هو ملاكم محترف أمريكي يصنف ضمن فئة الوزن الخفيف بدأ مسيرته الاحترافية سنة 2008 حيث انتصر في نزاله الأول.

## المسيرة الاحترافية
من نزالاته:
- خسر أمام ريشار أبريل (03-06-2016).
- خسر أمام ميغيل فاسكيز (13-03-2015).
- خسر أمام أبنير كوتو (07-08-2014).
- انتصر على ويل توملينسون (08-03-2014).

## إحصائيات
خاض خلال مسيرته 30 نزالا، فاز في 21 ولم يتعادل وخسر في 9. فاز بالضربة القاضية في 6 نزالات.

## روابط خارجية
- جيري بيلمونتيس على موقع بوكس ريك (الإنجليزية) (registration required)